# Dimps
Dimps Corporation (株式会社ディンプス, Kabushikigaisha dinpusu) é um estúdio de desenvolvimento de videogames situado em Osaka, Japão, com um escritório adicional em Tóquio, Japão. Empregando uma equipe de 218 pessoas, é conhecido por desenvolver jogos como a trilogia Dragon Ball Z: Budokai para o PlayStation 2. A empresa também co-desenvolveu os jogos Sonic the Hedgehog específicos para o Game Boy Advance e Nintendo DS em colaboração com Sonic Team, Tales of the Tempest no Nintendo DS com Namco Tales Studio e Street Fighter IV para várias plataformas com a Capcom. A empresa foi fundada em 6 de março de 2000 por vários ex-funcionários da SNK e Capcom, incluindo os co-criadores do Street Fighter Takashi Nishiyama e Hiroshi Matsumoto.
Bandai Namco Entertainment, Sony Interactive Entertainment, Sega, Sammy e Takashi Nishiyama são os principais acionistas da empresa.